# دينيس كودريافتسيف
دينيس كودريافتسيف (بالروسية: Кудрявцев, Денис Александрович) مواليد 13 أبريل 1992 في تشيليابنسك، هو قافز موانع روسي متخصص في 400 متر حواجز. أحرز الفضية في بطولة العالم لألعاب القوى سنة 2015.

## سجل المنافسة
| العام      | المسابقة                                    | المكان     | المركز     | حدث           | ملاحظة     |
| يمثل روسيا | يمثل روسيا                                  | يمثل روسيا | يمثل روسيا | يمثل روسيا    | يمثل روسيا |
| ---------- | ------------------------------------------- | ---------- | ---------- | ------------- | ---------- |
| 2011       | بطولة أوروبا لألعاب القوى للناشئين 2011     | تالين      | 10         | 400 م حواجز   | 52.15      |
| 2013       | بطولة أوروبا لألعاب القوى تحت 23 سنة 2013   | تامبيري    | 10         | 400 م حواجز   | 50.84      |
| 2013       | بطولة العالم لألعاب القوى 2013              | موسكو      | 23         | 400 م حواجز   | 50.02      |
| 2014       | بطولة العالم لألعاب القوى داخل الصالات 2014 | سوبوت      | 5          | 4x400 م تتابع | 3:07.12    |
| 2014       | بطولة أوروبا لألعاب القوى 2014              | زيورخ      | 3          | 400 م حواجز   | 49.16      |
| 2015       | بطولة العالم لألعاب القوى 2015              | بكين       | 2          | 400 م حواجز   | 48.05      |
| 2015       | بطولة العالم لألعاب القوى 2015              | بكين       | 7          | 4x400 م تتابع | 2:59.45    |

## روابط خارجية
- دينيس كودريافتسيف على موقع الاتحاد الدولي لألعاب القوى (الإنجليزية)
- دينيس كودريافتسيف على موقع الدوري الماسي (الإنجليزية)